# Барурия
Барурия, также Брурия или Берурия (лат. Валерия; род. в первой четверти II века), — жена еврейского законоучителя рабби Меира; одна из 10 женщин, цитируемых в Талмуде.

## Жизнеописание
Дочь мученика р. Ханины бен-Терадион, одного из десяти казнённых римлянами иудейских мудрецов.
В трактате «Эрувин» (53б и сл.) приводятся примеры познаний Барурии в еврейской литературе и чрезвычайной живости ума. Когда было решено воздать, ради отца, последние почести останкам её распутного брата, отец, мать и сестра громко стали хулить поведение умершего, она привела стих из Притч (Прит. 20:17): «Сладок для человека хлеб неправды; но после — рот его наполнится щебнем» (Синодальный перевод: «Сладок для человека хлеб, приобретённый неправдою; но после рот его наполнится дресвою»).
После адриановых гонений жила в Тивериаде. Рассеянные в различных местах Талмуда сообщения ο Барурии показывают, что она была достойной помощницей своего великого супруга, рабби Меира, и обладала личными качествами, соответствовавшими тяжёлым обстоятельствам смутного времени, наступившего после неудачного восстания Бар-Кохбы. Являя значительную одарённость, отличалась большой сердечностью и душевной чистотой.
Потеряла также мать (тоже умерла в это время насильственной смертью), а её сестру увезли в Рим или, может быть, в Антиохию, где она должна была вести жизнь публичной женщины. По настояниям Барурии, р. Меир поехал спасать свояченицу, и ему это удалось. Он должен был, вследствие этого, по одной версии Талмуда, бежать в Вавилонию, и Барурия последовала за ним.

### Смерть двух сыновей
Приведён рассказ ο внезапной смерти её двух сыновей, в Шаббат, когда её муж был в бет-га-мидраше (школе). Придя домой, он спросил, где дети. Мать ответила, что они ушли в бет-ха-мидраш. Сделав вид, будто не слышала возражений мужа, что он искал их там, но не нашёл, она дала ему кубок с вином для Хавдалы. На второй его вопрос она ответила столь же уклончиво. По окончании р. Меиром вечерней трапезы она просила позволения задать ему вопрос. «Рабби, — сказала она ему, — мне оставили некоторые вещи на хранение; теперь пришёл собственник и требует их обратно. Должна ли я отдать их ему?» — «Разве может быть вопрос ο том, должны ли мы возвращать собственнику принадлежащую ему вещь?» — ответил р. Меир. «Я не могла отдать их без твоего позволения», — сказала она, и, взяв мужа за руку, повела его в комнату, где на кровати лежали их мёртвые дети. Она отдёрнула покрывало, р. Меир горько заплакал. Тогда она напомнила ему ο только что данном ответе и прибавила стих из Иова (Иов. 1:21): «Господь дал, Господь и взял; да будет имя Господне благословенно».
Этот рассказ, нашедший отклик в литературе других народов, не может быть прослежен до более древнего источника, чем «Ялкут».

### Знание ветхозаветного текста
В Талмуде рассказывается, что Барурия ежедневно изучала триста галах, и р. Иегуда сообщает от её имени галахическое решение в вопросе ο ритуальной чистоте; в этом решении она выступила против мнения «мудрецов».
Мягкосердечие Барурии видно в её толковании одного библейского стиха: её муж, терпевший жестокие обиды от злых соседей, молил Бога, чтобы Он истребил их с лица земли. Услышав эту молитву, она сказала: "Почему ты думаешь, что имеешь право просить об этом? не потому ли, что псалмопевец говорит: «Да исчезнут „хатаим“ („грехи“) с земли?»" (Пс. 103:35; Синодальный перевод: «Да исчезнут грешники с земли…»). Но там ведь не сказано «хотим» («грешники»), а «хатаим» («грехи»). Наконец, обрати внимание на конец стиха: «и беззаконных не будет более» (Синодальный перевод: «…и беззаконных да не будет более»). Нужно только, чтобы прекратились грехи: тогда грешники само собой исчезнут. Моли поэтому Бога ο том, чтобы они раскаялись в грехах своих".
Там же приводится пример находчивости Барурии в спорах: в каком-то диспуте между Барурией и одним сектантом последний привел слова Ис. 54:1: «Ликуй, неплодная, не рожавшая» (Синодальный перевод: «Возвеселись, неплодная, нерождающая…») и иронически спросил её, почему бездетность должна быть причиной веселья. Барурия ответила: «Обрати внимание на конец стиха: — у покинутой больше детей, нежели у замужней» (Синодальный перевод: «… у оставленной гораздо более детей, нежели у имеющей мужа»). Принцип, на котором основываются оба толкования «обрати внимание на конец стиха», стал экзегетическим правилом, часто применявшимся позднейшими таннаями и амораями.

### Легенда о смерти
Со смертью Барурии связана легенда, ο которой упоминает Раши. Объясняя бегство р. Меира в Вавилонию, комментатор сообщает следующий рассказ: «Однажды Барурия стала насмехаться над талмудическим изречением „Женщины — легкомысленны“». Муж сказал на это: «Тебе ещё придётся признать, что ты неправа». Желая доказать ей справедливость своего изречения, р. Меир попросил одного из своих учеников попытаться соблазнить Барурию. Долго она не поддавалась, но наконец уступила. После этого Барурия якобы повесилась с горя, а p. Меир со стыда бежал в Вавилонию.